# Catedral del Sagrado Corazón (Freetown)
La Catedral del Sagrado Corazón, también llamada simplemente Catedral de  Freetown (en inglés: Sacred Heart Cathedral), es un edificio religioso católico, ubicado en la calle Howe de la localidad de Freetown, capital y ciudad más poblada del país africano de Sierra Leona.
Los trabajos para su construcción comenzaron en noviembre de 1884 y fue dedicada el 27 de octubre de 1887.
Es la sede de la arquidiócesis metropolitana de Freetown (Archidioecesis Liberae Urbis), creada por el papa Pablo VI mediante la bula Quantum boni. Es una de las cuatro catedrales católicas existentes en esa nación, junto a las dedicadas al Inmaculado Corazón de María en Bo, la de San Pablo en Kenema y la de Nuestra Señora de Fátima en Makeni.
Esta bajo la responsabilidad pastoral del arzobispo Charles Edward Tamba.